# Victor Gușan
Victor Gușan (rusă Виктор Гушан) este un om de afaceri moldovean, patronul echipei moldovenești de fotbal Sheriff Tiraspol.

## Biografie
S-a născut pe 9 septembrie 1962. A fost ofițer KGB, unde, conform unor surse, era cunoscut drept "Șeriful". Conform unor surse, a fost combatant în războiul din Transnistria, luptând de partea separatiștilor și contribuind la arestarea membrilor grupului Ilașcu.
În 1993, împreună cu Ilia Kazmali, a fondat holding-ul Sheriff. Din martie 2012, Gușan deține controlul complet al companiei, fiind președintele acesteia.
Inițial, compania activa în comerțul de țigări și alcool, extinzându-se ulterior și în alte domenii. Sheriff deține monopolul în sfera comerțului,  petrolului, telecomunicațiilor și mass-media transnistrene. În 2021, compania controla aproximativ 60% din economia Transnistriei. 
Gușan este unul dintre cei mai bogați oameni din spațiul post-sovietic, averea sa fiind estimată la 2 miliarde de dolari. Deține terenuri și în regiunea Odesa din Ucraina.
Succesul Sheriff a fost facilitat și de fostul președinte transnistrean Igor Smirnov, care a scutit compania de la plata taxelor vamale. Compania susține partidul politic Obnovlenie, care deține puterea în Republica Moldovenească Nistreană de ani de zile. În timpul mandatului său de președinte al Transnistriei, Evgheni Șevciuk a criticat monopolul Sheriff și l-a acuzat pe Gușan ca fiind implicat în diverse activități criminale. După finalizarea mandatului, Șevciuk a fugit din Transnistria, acuzându-l pe Gușan că a vrut să-l asasineze. În urma alegerilor din 2020, Obnovlenie este singurul partid prezent în Sovietul Suprem al Republicii Moldovenești Nistrene, concentrând astfel toată puterea în mâinile lui Gușan. Din aceste motive, este considerat oligarh sau conducătorul din umbră al Transnistriei.